# Bryła geometryczna
Bryła geometryczna – zbiór punktów przestrzeni trójwymiarowej homeomorficzny z pewnym wielościanem. W innym ogólniejszym ujęciu jest to trójwymiarowa figura geometryczna.